# Katanning
Katanning is een plaats in de regio Great Southern in West-Australië. Het ligt 277 kilometer ten zuidoosten van Perth, 170 kilometer ten noordnoordwesten van Albany en 240 kilometer ten oosten van Bunbury. Katanning telde 3.637 inwoners in 2021 tegenover 3.936 in 2006.

## Geschiedenis
De Nyungah Aborigines leefden reeds lang in de streek. Katanning zou afgeleid zijn van het aborigineswoord "kartannin" dat "ontmoetingsplaats" betekent. Katanning ligt op de plaats waar de gebieden van drie verschillende Nyungahgroepen samenkwamen. Een andere theorie luidt dat de naam is afgeleid van het aborigineswoord "kartanup" dat "zoetwaterplas" betekent. Volgens een derde theorie werd de plaats vernoemd naar een aboriginesvrouw genaamd Kate Ann of Kate Anning.
De eerste Europeanen die de streek verkenden waren gouverneur James Stirling en landmeter-generaal John Septimus Roe toen ze van Perth naar Albany trokken in 1835. Beiden vermelden een vruchtbare ondergrond en kwalitatieve grassen waardoor Elijah Quartermaine in de jaren 1840 zijn schapen in de streek liet grazen om ze in de lente terug naar Beverly te leiden voor het scheren. Tegen 1852 had Quartermaine 17.284 hectare grond in gebruik en in de jaren 1870 was hij de grootste grondbezitter van het district. Rond die tijd werkten er ook sandelhouthakkers in de streek maar ze vestigden zich er niet.

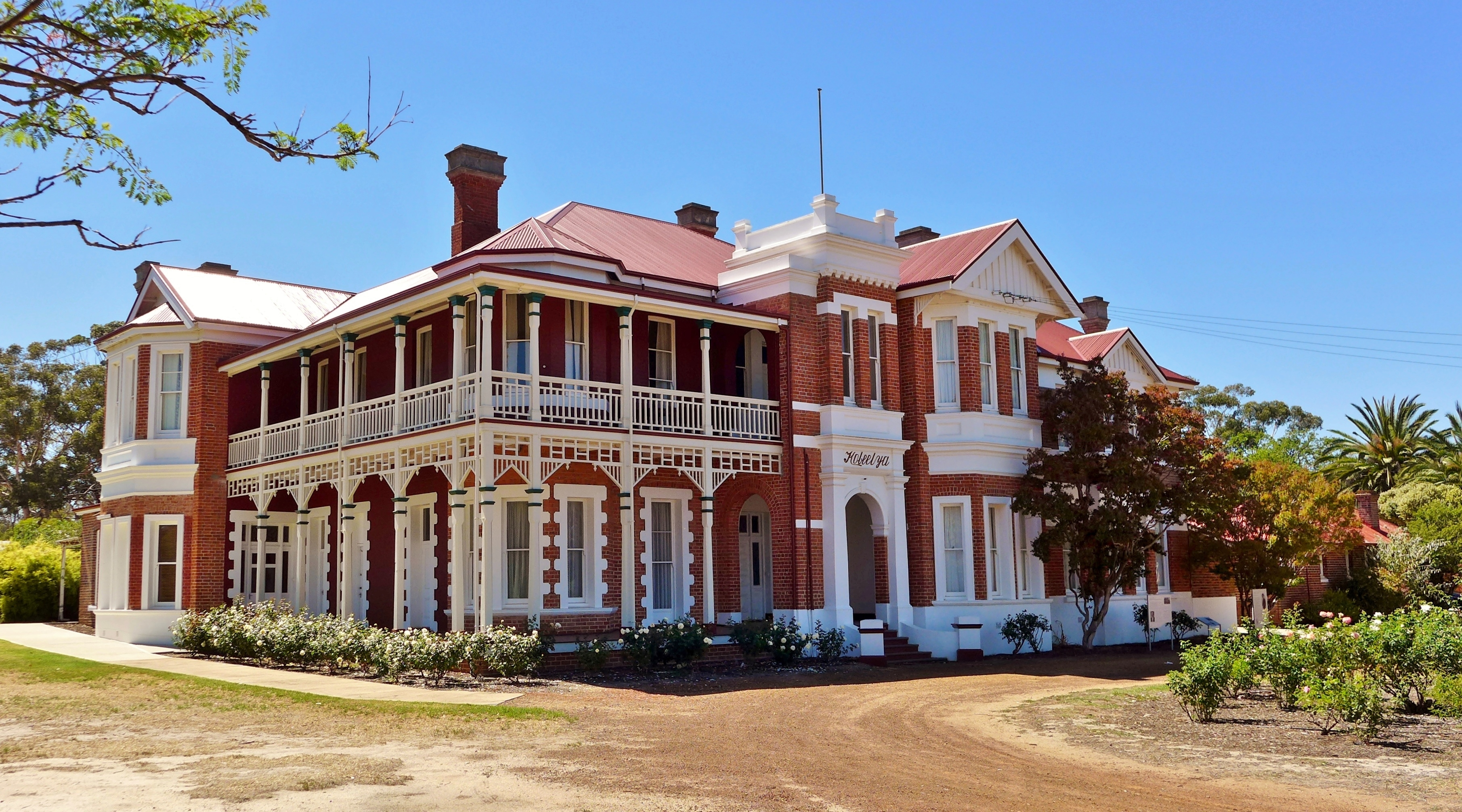
Kobeelya, huis van F.H. Piesse

Het was pas met de opening van de spoorweg tussen Perth en Albany, de Great Southern Railway, in 1889, dat het plaatsje zich ontwikkelde en kolonisten zich er begonnen te vestigen. Bij de aanleg van de spoorweg werd vanuit Beverly en Albany naar elkaar toegewerkt. Frederick Henry Piesse bouwde een mobiele winkel om de werken te volgen. Op 5,5 kilometer van Katanning kwam de spoorwegen samen. Nabij Quartermaine's huis loste Piesse drie wagens goederen en bouwde hij een winkel. In 1891 kreeg Katanning een gerechtszaal, politiekwartieren en een politiekantoor ontworpen door George Temple-Poole. In 1892 kreeg het een eerste postkantoor, ook naar een ontwerp van Temple-Poole, met Piesse's broer als postmeester. Het plaatsje stond de eerste jaren onder beheer van de Western Australian Land Company die ook de spoorweg had aangelegd en uitbaatte. De West-Australische overheid kocht de spoorweg en het plaatsje echter over in 1896. Katanning werd officieel gesticht in 1898. Het had toen 226 inwoners.
Piesse ontwikkelde ook een hotel, een meelmolen, goederenloodsen, een steenbakkerij en een wijngaard en wordt beschouwd als de Founding Father van Katanning. Hij werd later lid van het eerste West-Australische parlement, minister en vicepremier. In de jaren 1890 groeide de bevolking van West-Australië door de vondst van goud en de daaropvolgende goldrush. Die groeiende bevolking diende voorzien te worden van drank en voeding en de economische bedrijvigheid nam toe, ook in Katanning. Piesse's ondernemingen groeiden.
In 1937 werd in Katanning de vermoedelijk eerste Historical Society van West-Australië opgericht.

## 21e eeuw
Katanning is het administratieve centrum van de Shire of Katanning. Het district leeft vooral van de schapen- en graanteelt. De grootste marktplaats voor schapen van West-Australië bevindt zich in Katanning. Er is een vleesverwerkend fabriek. Katanning is een opslag- en verzamelpunt voor de productie van de graantelers uit de streek die aangesloten zijn bij de Co-operative Bulk Handling Group.
Er zijn verschillende scholen en er is een hospitaal in Katanning. Er zijn een aantal kerken en er is een moskee. Katanning heeft een olympisch zwembad.

## Toerisme
Katanning maakt deel uit van het Great Southern Treasures-initiatief :
- Het Katanning Flour Mill Museum is zowel een industrieel museum als een museum over het ontstaan van Katanning.
- Een aantal gebouwen van F.H. Piesse of gebouwd met de hulp van Piesse zijn te bezichtigen waaronder het gemeentehuis, de St.-Andrewskerk en zijn eigen huis, Kobeelya House.
- Het Katanning Museum is het plaatselijke streekmuseum, gehuisvest in het eerste overheidsschooltje.
- Langs de Andrew Road liggen de ruïnes van Piesse's wijnfabriek en staat een moskee.
- Op en rond Lake Ewlyamartup leven een vijfennegentigtal vogels. Er wordt gezwommen en aan andere recreatieve watersporten gedaan.
- In Wakes Garage kan men de eerste in West-Australië ontwikkelde omwentelingsmotor bekijken.
- Op de Katanning Miniature Railway rijdt tweemaal per maand een miniatuurtrein getrokken door een diesel- of stoomlocomotief.
- Rond Twonkwillingup, een waterplas waar de Aborigines elkaar vroeger ontmoetten, ligt een wandelpad.
- De St Peters Church in Badgebup werd in 1922 gebouwd en staat sinds 1996 als erfgoed gecatalogiseerd.
- De Pioneer Women’s Clock werd in 1956 opgericht om de vrouwelijke pioniers uit de streek te eren. De klok staat in de Heritage Rose Garden.
- Katanning heeft een golfclub en golfterrein.

## Transport
Katanning ligt langs de Great Southern Highway. De GS2-busdienst van Transwa tussen Perth en Albany doet Katanning meerdere keren per week aan.
De plaats heeft een startbaan: Katanning Airport (ICAO: YKNG).
Katanning ligt langs de Great Southern Railway. De spoorweg maakt deel uit van het goederenspoorwegnetwerk van Arc Infrastructure. Er rijden geen reizigerstreinen meer.

## Klimaat
Katanning kent een mediterraan klimaat met vochtige koele winters en droge hete zomers.
| Maand                                  | jan  | feb  | mrt  | apr  | mei  | jun  | jul  | aug  | sep  | okt  | nov  | dec  | Jaar  |
| -------------------------------------- | ---- | ---- | ---- | ---- | ---- | ---- | ---- | ---- | ---- | ---- | ---- | ---- | ----- |
| Gemiddeld maximum (°C)                 | 30,1 | 29,7 | 27,1 | 23,3 | 19,2 | 16,1 | 14,7 | 15,4 | 17,5 | 21,9 | 26,2 | 28,6 | 22,5  |
| Gemiddeld minimum (°C)                 | 13,7 | 14,1 | 13,0 | 11,1 | 8,7  | 6,8  | 5,9  | 6,0  | 6,1  | 7,6  | 10,1 | 11,7 | 9,6   |
|                                        |      |      |      |      |      |      |      |      |      |      |      |      |       |
| Neerslag (mm)                          | 22,5 | 13,6 | 23,1 | 30,4 | 48,0 | 54,9 | 62,2 | 59,9 | 51,7 | 30,8 | 23,2 | 26,1 | 446,4 |
| Regendagen (dag)                       | 1,9  | 1,1  | 3,0  | 4,2  | 5,9  | 8,5  | 10,8 | 9,4  | 8,7  | 5,5  | 3,8  | 2,6  | 65,4  |
| Relatieve luchtvochtigheid (%)         | 31   | 31   | 35   | 43   | 51   | 60   | 65   | 64   | 58   | 46   | 33   | 29   | 45,6  |
| Bron: Australian Bureau of Meteorology |      |      |      |      |      |      |      |      |      |      |      |      |       |

Albany · Amelup · Badgebup · Borden · Bornholm · Boscabel · Bow Bridge · Boxwood Hill · Bremer Bay · Broomehill · Cartmeticup · Chinocup · Cranbrook · Denmark · Elleker · Frankland River · Gairdner · Gnowangerup · Jerramungup · Jingalup · Kalgan · Katanning · Kendenup · King River · Kojonup · Kwobrup · Little Grove · Lower King · Manypeaks · Mount Barker · Muradup · Narrikup · Needilup · Nornalup · Nyabing · Ocean Beach · Ongerup · Pingrup · Porongurup · Redmond · Tambellup · Tenterden · Torbay · Tunney · Wellstead · Woodanilling